# Mimauxa
Mimauxa är ett släkte av skalbaggar. Mimauxa ingår i familjen långhorningar.
Kladogram enligt Catalogue of Life:
| Mimauxa | \| \| Mimauxa puncticollis \| \| \| \| \| \| Mimauxa rufoantennata \| \| \| \| |
|         | \| \| Mimauxa puncticollis \| \| \| \| \| \| Mimauxa rufoantennata \| \| \| \| |
|         | Mimauxa puncticollis                                                           |
|         |                                                                                |
|         | Mimauxa rufoantennata                                                          |
|         |                                                                                |